# Кросс-кабель Ethernet
Перекрёстный кабель, также  кросс-кабель (англ. crossover cable) — тип кабеля Ethernet, необходимый для подключения компьютеров напрямую, выполняют перекрестное соединение сигналов приема и передачи. Чаще всего он используется для соединения однотипных устройств друг с другом, например, двух компьютеров или двух сетевых коммутаторов, в то время как прямой кабель предназначен для соединения различных по типу устройств, таких как компьютер с сетевым коммутатором или сетевым концентратором.
Не нужен на устройствах, поддерживающих Auto-MDI(X). Это многие коммутаторы на 100 мегабит и все устройства стандарта Gigabit Ethernet и выше.

## Обзор

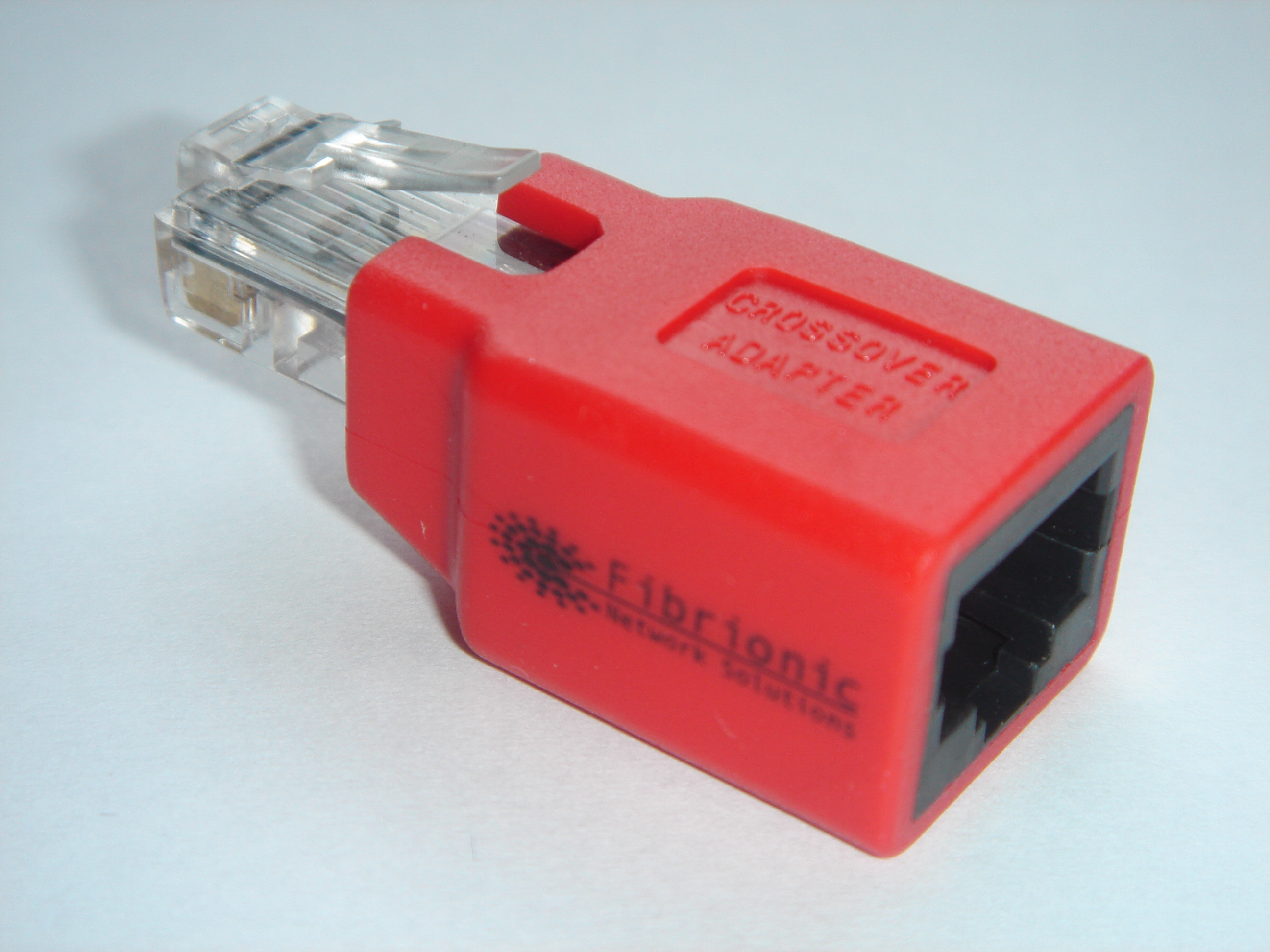
8P8C модульный перекрестный адаптер

### 10BASE-T и 100BASE-TX
Стандарты Ethernet 10BASE-T и 100BASE-TX используют одну проводящую пару для передачи в каждую сторону. Для этого необходимо передающую пару каждого устройства соединить с принимающей парой на другом конце. Стандарт 10BASE-T задуман использоваться с уже установленным прямым соединением посредством витой пары, таким образом подключение устройств друг с другом происходит проще. 
Когда терминальное устройство соединенно с коммутатором или концентратором, перекрещивание происходит внутри коммутатора или концентратора. Для этого используется обычный прямой кабель, в котором каждый контакт разъема с одной стороны соединен с соответствующим контактом на противоположном разъеме.
Одно терминальное устройство может быть соединено с другим без каких либо коммутаторов или концентраторов, но в этом случае перекрещивание контактов должно происходить на этапе прокладки кабеля. 2 и 3 пары должны быть перекрещены в кабеле, поскольку они используются в 10BASE-T и 100BASE-TX. Такой кабель называется  перекрестным. Перекрестный кабель также может быть использован чтобы соединить два концентратора или два коммутатора с помощью их восходящих портов.  
Так как единственное различие в расположении пар контактов между T568A и T568B лишь в том, что 2 и 3 контакты поменяны местами, то перекрестный кабель можно представить как кабель с одним модульным разъемом T568A и другим T568B. Такой кабель должен работать с стандартами 10BASE-T или 100BASE-TX.
Полярность каждой из пар не изменена, но пары перекрещены как единое целое: два провода между каждой парой не перекрещены.

### 1000BASE-T и быстрее
В отличие от 10BASE-T и 100BASE-TX, в стандарте 1000BASE-T (и более быстрых) используются все четыре пары для поддержания передачи в обе стороны за счет использования методов адаптивного уравнивания и пятиуровневой импульсной амплитудной модуляции (PAM-5).
Устройства стандарта 1000BASE-T сами определяют верную раскладку кабеля благодаря технологии Auto-MDIX .
Поэтому для передачи и приема нет необходимости использовать разделенные пары, и следовательно нет смысла использовать перекрестные кабели для 1000BASE-T. Начиная с 1000BASE-T и далее подслой физического подключения к среде обеспечивает идентификацию типа каждой пары и обычно продолжает работу даже если пары в кабеле поменяны местами или перекрещены.
Для стандартов 2.5GBASE-T, 5GBASE-T, 10GBASE-T, и 40GBASE-T соединений также не требуется применение кросс-кабелей.
Так или иначе, в редких случаях, перекрестный кабель всё-таки может быть необходим при соединении устройства с 100BASE-TX или 10BASE-T (без Auto MDI-X) с более быстрым портом.

## Распиновка выводов перекрестного кабеля

### Витая пара

Перекрёстный кабель соединяющий два MDI порта

На практике не имеет значения какому стандарту, T568A или T568B, соответствует кабель, до тех пор пока оба его конца обжаты по одному и тому же стандарту. Обычно, коммерчески доступные "предварительно обжатые" кабели могут быть обжаты любым способом, в зависимости от производителя. Это значит, что кабели одного производителя обжаты одним способом, а другого другим, тем не менее оба будут верно работать. В любом случае, у прямого кабеля оба конца будут разведены либо по T568A, либо по T568B, соответственно в колонке Соединение 1 и колонке Соединение 2.
Определенным устройствам, включая те, в которых телефон и/или питание передаются вперемешку с данными в одном кабеле,  может понадобиться, чтобы пары 1 и 4 (4,5,7 и 8 контакты) остались не перекрещенными.
| Контакт | Соединение 1: T568A | Соединение 1: T568A | Соединение 1: T568A     | Соединение 2: T568B | Соединение 2: T568B | Соединение 2: T568B     | Контакты на коннекторе |
| ------- | ------------------- | ------------------- | ----------------------- | ------------------- | ------------------- | ----------------------- | ---------------------- |
| Контакт | сигнал              | пара                | цвет                    | сигнал              | пара                | цвет                    | Контакты на коннекторе |
| 1       | BI_DA+              | 3                   | белый/зеленая полоса    | BI_DB+              | 2                   | белый/оранжевая полоса  |                        |
| 2       | BI_DA-              | 3                   | зеленый                 | BI_DB-              | 2                   | оранжевый               |                        |
| 3       | BI_DB+              | 2                   | белый/оранжевая полоса  | BI_DA+              | 3                   | белый/зеленая полоса    |                        |
| 4       |                     | 1                   | синий                   |                     | 1                   | синий                   |                        |
| 5       |                     | 1                   | белый/синяя полоса      |                     | 1                   | белый/синяя полоса      |                        |
| 6       | BI_DB-              | 2                   | оранжевый               | BI_DA-              | 3                   | зеленый                 |                        |
| 7       |                     | 4                   | белый/коричневая полоса |                     | 4                   | белый/коричневая полоса |                        |
| 8       |                     | 4                   | коричневый              |                     | 4                   | коричневый              |                        |

## Автоматическое перекрещивание
Представленное в 1998 году автоматическое перекрещивание сделало неактуальным различие между восходящей и обычной линии связи и ручных переключателей на старых коммутаторах. Если хотя бы одно из двух соединенных устройств имеет автоматическое MDI/MDI-X в своей конфигурации, то необходимости в перекрестном кабеле нет.
Несмотря на то, что автоматическая MDI-X является необязательной опцией в 1000BASE-T стандарте, на практике она используется на большей части интерфейсов.
Кроме всеобще признанного автоматического MDI/MDI-X, эта функция различными поставщиками может называться другими различными понятиями, такими как: Автоматический восходящий канал и передача, Универсальное Распознавание Кабеля и Автоматическое Определение.